# Dorea formicigenerans
Dorea formicigenerans è una specie di batterio appartenente alla famiglia delle Clostridiaceae.